# Kaulhausen (Erkelenz)
Kaulhausen ist ein ländlicher Ortsteil der Stadt Erkelenz in Nordrhein-Westfalen, Deutschland. Kaulhausen ist die jüngere Tochtersiedlung von Venrath. Es liegt etwa 5 km östlich von Erkelenz und 1 km südlich von Venrath.

## Ortsname
Im Ortsnamen ist das Wort Kule (= ‚Senke‘, ‚Bodenvertiefung‘) enthalten und bedeutet also Häuser in einer Senke. Ab 1574 setzte sich die heutige Schreibweise durch. Der Ortsname stimmt mit der geographischen Lage überein. Der Ort entstand in einer Bodensenke, durch die das Kaulhausener Fließ zur Niers hinabfließt.

## Geschichte
Erstmals wurde der Ort 1478 als Kuilhousen in einer Urkunde erwähnt. Verwaltungsmäßig gehörte der Ort immer zu Venrath. Geschichtlich gesehen entwickelte sich der Ort mit dem Anwesen des Gormannshofes, der im 19. Jahrhundert zu einem ansehnlichen Bauernhof wurde. Ab 1666 befand sich der Hof, der ursprünglich auf dem Wilderather Erbpachtland stand, in Händen einer Nebenlinie der in Venrath ansässigen Familie Gormanns.

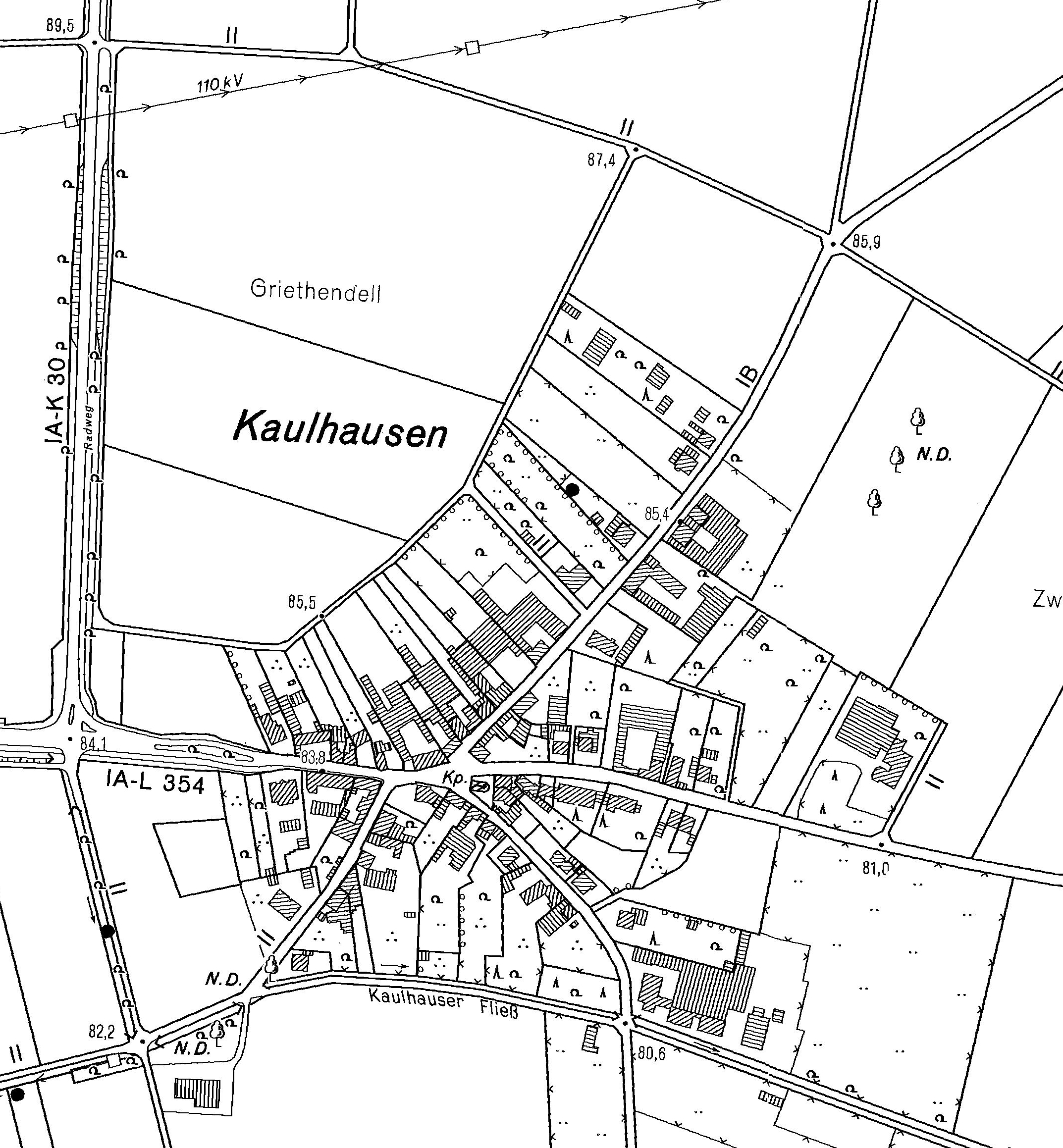
Kaulhausen Deutsche Grundkarte 1937–2016

## Religion
Zunächst gehörten Kaulhausen und Venrath zur römisch-katholischen Pfarre St. Mariä Himmelfahrt Wanlo, 1804 wurde das Dorf der neu gegründeten Pfarre St. Valentin Venrath zugeteilt. 1632 war im Ort eine dem heiligen Sebastian geweihte Kapelle errichtet worden, sie wurde 1899 abgebrochen. 1901 wurde der Grundstein für eine neue und größere Kapelle gelegt. An ihrem Standort befanden sich vorher ein Löschwasserteich, ein Spritzenhaus und eine Pferdetränke. Erst im Jahre 1908 konnte der Neubau fertiggestellt und dem heiligen Wendelinus geweiht werden.
Seit dem 1. Januar 2015 ist die Kapellengemeinde Teil der großen fusionierten Pfarrei Christkönig Erkelenz.

## Schulwesen
Bereits im 17. Jh. wird in den Kirchenakten von St. Valentin Venrath ein Lehrer genannt, der die Schulkinder aus Venrath und Kaulhausen unterrichtete. Das alte einklassige Schulgebäude in Fachwerkbauweise stand hinter der alten Kirche in Venrath auf dem heutigen Friedhof. 1840 wurde an zentraler Stelle in Venrath eine neue Schule mit zwei Schulsäälen, Lehrerwohnungen und Vikarie errichtet.

„Im Jahr 1861 war die zweiklassige Schule in Venrath stark überfüllt. Kaulhausen allein stellte 50 Schulkinder. Da das Venrather Schulgebäude der Aachener Regierung damals für eine Erweiterung ungeeignet erschien, bestimmte sie die Neuerrichtung einer einklassigen Schule in Kaulhausen. Trotz einer starken Gegenwehr aus Venrath wurde zeitig im Jahr 1864 mit dem Schulbau begonnen, so dass schon am 10. Oktober des gleichen Jahres die Einweihung stattfinden konnte…“

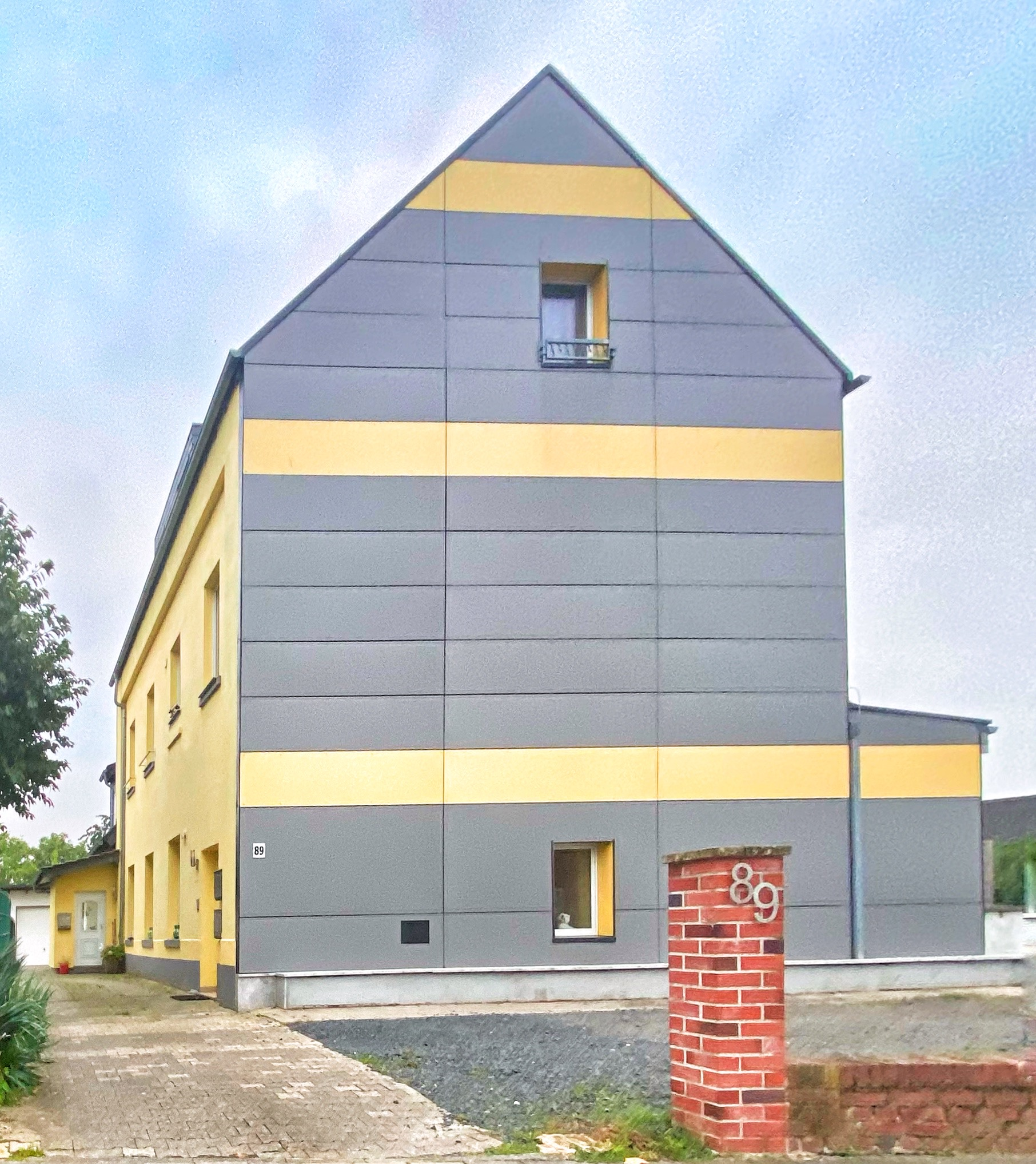
Ehemaliges Schulgebäude

Bis 1942 war die Schule in Betrieb, anschließend wurde es zu Wohnzwecken umgebaut.